# 张跃 (十六国)
张跃 （？—？），字世渊，清河郡东武城县（今河北省衡水市故城县）人，后赵官员。

## 生平
张跃学习迅速见识高远，善于清谈，石勒赞赏张跃的仪态和口才，任命张跃为世子卫军长史，石勒敕令世子说:“张长史是人们的表率，你要向他学习。”